# Гласс, Филип
Фи́лип Моррис Гласс (англ. Philip Morris Glass; род. 31 января 1937 года, Балтимор) — американский композитор, один из наиболее влиятельных музыкантов второй половины XX века.
Гласс характеризует свой стиль как «музыку с повторяющейся структурой». В целом творчество Гласса принято относить к минимализму наряду с такими композиторами, как Ла Монте Янг, Стив Райх и Терри Райли.
Гласс является основателем «Ансамбля Филипа Гласса», в котором он играет и по сей день на клавишных инструментах.
Его перу принадлежит множество опер и музыкально-театральных произведений, 14 симфоний, 11 концертов, 9 струнных квартетов, разнообразная камерная и киномузыка (так, три кинопартитуры Гласса были номинированы на премию Оскар).

## Биография
Филип Гласс родился в Балтиморе, в семье еврейских эмигрантов из Литвы и Белоруссии. Его отец, Бенджамин Чарльз Гласс (1906—1974), был владельцем магазина грампластинок, а мать, Ида Гулин (1906—1983), работала библиотекарем. По воспоминаниям Филипа Гласса, его мать оказывала помощь евреям, выжившим в Холокосте, приглашая жить в свой дом прибывших в Америку эмигрантов, пока они не найдут себе работу и жильё. Позднее его сестра, Шеппи, продолжила дело матери, став членом Международного комитета спасения.
В молодости Филип Гласс сотрудничал с индийским композитором Рави Шанкаром, который стал его учителем и повлиял на всё дальнейшее творчество.
Гласс приобрёл всемирную популярность в 1983 году после создания саундтрека к первому фильму трилогии Годфри Реджио «Койяанискаци», «Поваккаци», «Накойкаци».
Он автор оперы «Эйнштейн на пляже» (пост. в 1976 году Робертом Уилсоном), а также музыки к большому числу кинофильмов, среди которых такие как «Кундун», «Шоу Трумана», «Часы», «Кэндимен», «Иллюзионист» и др.
Всего Гласс написал музыку более чем к 50 фильмам. Фильмы с музыкой Филипа Гласса трижды номинировались на «Оскар».
Музыка Гласса использована в фильмах российского режиссёра Андрея Звягинцева «Елена» и «Левиафан».
Гласс написал музыку для церемонии открытия Олимпийских игр 1984 года в Лос-Анджелесе.
Гласс — автор таких известных минималистических произведений как «Music in twelve parts», «Music with changing parts».
В 1968 году Гласс основал группу Philip Glass Ensemble, для которой он по сей день пишет музыку и в которой играет на клавишных инструментах.
В 1970 году совместно с режиссёром Ли Бруером и другими сподвижниками организовал в Нью-Йорке театральную компанию «Mabou Mines».
В 1990 году совместно с Рави Шанкаром Филип Гласс записал альбом «Passages».
Его композиция «Pruit Igoe» прозвучала в первом трейлере видеоигры Grand Theft Auto IV, вышедшем 30 марта 2007 года. Также композиция звучит в самой игре на радиостанции Journey и в конце сюжетной кампании. Кроме того, она используется в фильме «Хранители» в сцене воспоминаний доктора Манхэттена. В сериале «Клиника» (5 сезон) звучит композиция «Koyaanisqatsi».
В игре Chime используется его композиция «Brazil».
В 2007 году вышел документальный фильм о жизни и творчестве Филипа Гласса режиссёра Скотта Хикса «Гласс: Портрет Филипа в двенадцати частях» («Glass: A Portrait of Philip in Twelve Parts»).

## Сочинения

### Оперы
- «Эйнштейн на пляже» (Einstein on the Beach, 1975—1976)
- «Сатьяграха» (Satyagraha, 1978—1979)
- «Эхнатон» (Akhnaten, 1983)
- «Можжевеловое дерево» (The Juniper Tree, 1985)
- «Падение дома Ашеров» (The Fall of the House of Usher, 1987)
- «Орфей» (Orphée, 1991), на сюжет одноимённого фильма
- «Красавица и Чудовище» (La Belle et la Bête, 1994), на сюжет одноимённого фильма; может исполняться в качестве альтернативного саундтрека к нему
- «Ужасные дети» (Les Enfants Terribles, 1996), опера-балет на сюжет одноимённого фильма
- «В исправительной колонии» (In the Penal Colony, 2000)
- «Галилео Галилей» (Galileo Galilei, 2002)
- «В ожидании варваров» (Waiting for the Barbarians, 2005)
- «Аппоматтокс» (Appomattox, 2007)
- «Кеплер» (Kepler, 2009)
- «Идеальный американец» (The Perfect American, 2011)
- «Процесс» (The Trial, 2014)

### Инструментальная музыка
- Сюита «Glassworks» (1982)
- Концерт для фортепиано с оркестром № 1 «Тирольский» (2000)
- Концерт для фортепиано с оркестром № 2 «В честь Льюиса и Кларка» (2004)
- Концерт для фортепиано с оркестром № 3 (2017)

### Симфонии
- Симфония № 1
- Симфония № 4
- Симфония № 12

### Фильмография
- 1983 — «Койяанискаци»
- 1985 — «Мисима: Жизнь в четырёх главах»
- 1988 — «Высота „Гамбургер“»
- 1988 — «Поваккаци»
- 1988 — «Тонкая голубая линия»
- 1989 — «Собор»
- 1991 — «Диспут»
- 1991 — «Краткая история времени»
- 1992 — «Анима мунди»
- 1992 — «Кэндимэн»
- 1995 — «Кэндимэн 2: Прощание с плотью»
- 1995 — «Свидетельство» (использована музыка из сюиты «Glassworks»)
- 1996 — «Секретный агент»
- 1997 — «Склонность»
- 1997 — «Кундун»
- 1998 — «Шоу Трумана»
- 1998 — «Дракула» (новый саундтрек к фильму)
- 2002 — «Накойкаци»
- 2002 — «Часы»
- 2003 — «Туман войны»
- 2004 — «Забирая жизни»
- 2004 — «Подводное течение»
- 2004 — «Тайное окно»
- 2005 — «Неудачник»
- 2006 — «Иллюзионист»
- 2006 — «Катание по Марсу»
- 2006 — «Скандальный дневник»
- 2007 — «Кремень» (использована музыка из сюиты «Glassworks»)
- 2007 — «Мечта Кассандры»
- 2007 — «Вкус жизни» (также снялся в эпизоде этого фильма в роли самого себя)
- 2009 — «Давние любовники»
- 2010 — «Мистер Ганджубас»
- 2011 — «Елена» (использована музыка из Симфонии № 3)
- 2013 — «Порочные игры»
- 2013 — «Посетители»
- 2014 — «Левиафан» (использована музыка из оперы «Эхнатон»)
- 2014 — «Реальность» (Music With Changing Parts)
- 2015 — «Фантастическая четвёрка»
- 2015 — «Каренина и я»
- 2023 — «Однажды во времени»

## Награды и номинации

### Золотой глобус

#### Лучшая музыка к фильму
- Номинация: Кундун (1997)
- Номинация: Шоу Трумана (1998)
- Номинация: Часы (2002)